# Manhunt
Manhunt (с англ. — «Охота на человека») — компьютерная игра в жанрах стелс-экшен от третьего лица и survival horror, разработанная британской студией Rockstar North и выпущенная американской компанией Rockstar Games в ноябре 2003 года. Официальные релизы игры в США состоялись 18 ноября 2003 года для приставки PlayStation 2, 20 апреля 2004 года для платформы Microsoft Windows и приставки Xbox, а также 14 мая 2013 года для приставки PlayStation 3. В России Manhunt была официально локализована и издана компанией «СофтКлаб». 2 октября 2009 года российской компанией «1С» была издана русская версия игры, в преддверии выхода сиквела.
Игра была благоприятно принята критиками, однако из-за большого содержания насилия и убийств она образовала вокруг себя множество споров и была запрещена во многих странах мира. Её обвиняли в подстрекательстве к убийствам и часто делали виновной в убийствах, совершённых детьми, которые играли в Manhunt. Тем не менее, полицейское расследование опровергло всякую связь игры и совершённых убийств.
29 октября 2007 года состоялся выход сиквела — Manhunt 2.

## Игровой процесс

Кэш включает напряжение, чтобы привлечь охотника

Геймплей состоит в том, что главному герою нужно выжить, выполняя задания от режиссёра и убивая встречающихся ему головорезов. В игре всего 20 эпизодов. Сама Manhunt представляет собой стелс-хоррор с элементами экшена от третьего лица. Игроку нужно управлять Кэшем (протагонистом) и перемещаться по различным локациям, выполняя поставленные задачи, которые обычно сводятся к тому, что главному герою требуется куда-либо попасть, кого-то убить, либо что-то добыть для дальнейшего сюжетного продвижения. На каждом уровне игрока поджидают противники, они же «охотники». Они просто патрулируют определённые участки игровых локаций, ходят по определённому маршруту или стоят на месте. Заметив главного героя игры, они начинают бежать за ним, чтобы избить до смерти. Охотники вооружены различным оружием: от простых бит и ножей до огнестрельного оружия. У противников есть четыре типа состояния, которые определяются по цвету маркера на радаре игрока: простое (жёлтый указатель), встревоженное (оранжевый указатель), опасное (красный) и бессознательное состояние (белый). В простом состоянии охотник ничего не подозревает, во встревоженном состоянии охотник начинает искать главного героя: обходит территорию и вглядывается в темноту, а в опасном состоянии охотник знает о местоположении протагониста и преследует его, при этом игроку нельзя просто спрятаться в темноте: сперва нужно уйти от преследования, чтобы состояние противника сменилось на встревоженное, тогда охотник потеряет Кэша из виду. Противник оказывается в бессознательном состоянии, если в него выстрелить дротиком с транквилизатором. Если в охотника попадает один дротик, он замирает и перестаёт замечать что-либо вокруг. Однако, если его ударить спереди, он тут же просыпается и переходит в опасное состояние. Если же в охотника попадает два дротика подряд (либо один дротик в голову), он падает на землю. В таком состоянии он погибает от одного удара.
Для борьбы с противниками в игре предусмотрена возможность прятаться. Игрок может прятаться в тени, а его иконка сменяется соответствующим образом. Также, главный герой может стучать по стенам, чтобы привлечь внимание охотника и в дальнейшем убить его. Помимо этого, можно быстро бегать, перезаряжать оружие или кидать/пинать различные предметы. Это опять же привлечёт внимание противника. Уровень шума показан на радаре своеобразными волнами. Чем громче шум, тем дальше разойдутся волны по радару. Если волны шума достигнут указателя противника, то он услышит протагониста и пойдет в его сторону. Также можно привлечь охотника, если он заметит труп товарища.

### Убийства противников
Расправа над противниками ведётся двумя способами: непосредственный контакт и тихое убийство. В первом случае противника убить куда труднее, ибо основная боевая система заточена на скрытные убийства: игрок пропускает слишком много ударов и не может попасть со слишком большого расстояния, однако, в игре есть моменты, где игроку приходится ввязываться в драку или перестрелку с охотниками. Тихие убийства называются казнями (англ. executions). В игре есть три типа казней: быстрая (белый указатель), жестокая (жёлтый) и ужасная (красный). Чем дольше удерживается кнопка атаки, тем сильнее будет расправа. Каждая казнь отличается как скоростью проведения, так и жестокостью (что и является основным пунктом, за который на данную игру обрушилась огромная волна критики). Казни совершаются различным оружием, но только холодным. За проведение более жёстких казней начисляется больше очков рейтинга, который влияет на оценку игры и открывающийся за прохождение контент игры.

### Типы вооружения
Оружие в игре также разделяется нескольких типов. Их всего четыре: лёгкое (зелёный цвет), среднее (синий), тяжёлое (красный) и вещи для привлечения внимания (жёлтый). К лёгкому относятся полиэтиленовые пакеты, проволока и осколки стекла. После использования лёгкого оружия, оно тут же исчезает. Среднее оружие более серьёзное, так как оно прочное и не исчезает после проведения казней. К такому типу оружия относятся ножи, пистолеты, серпы, «блэкджеки» и полицейские дубинки. К тяжёлому относятся более опасные виды оружия: дробовики, биты, винтовки. Они отличаются лишь большим уроном. Последний тип — это вещи для привлечения внимания. Чаще это простые предметы, типа кирпичей, бутылок или отрубленных голов, которыми можно бросаться, чтобы привлечь внимание врага.

### Уровни сложности
В игре имеется два уровня сложности: «Фетиш» (нормальный) и «Экстрим» (сложный). Каждый пройденный уровень игры оценивается в звёздах: от 1 до 5, в зависимости от стиля и времени прохождения. Звезды открывают игроку доступ к бонусным миссиям и секретам игры. Стиль прохождения оценивается тем, насколько зрелищными и эффектными были совершённые игроком казни врагов. Для уровней сложности количество необходимых казней не отличается.
Фетиш — данный режим рекомендуется новичкам. За прохождение каждого уровня игрок получает максимум четыре звезды. Одна звезда присваивается за завершение миссии за отведённое время, а остальные три выдаются за стиль прохождения. В «Фетише» игрок может использовать радар, на котором отображаются противники.
Экстрим — этот режим рекомендуется опытным игрокам. За прохождение уровня в данном режиме игроку присваивается максимальные пять звёзд. Одна выдается за завершение уровня за отведённое время, другая за сам режим, а остальные три выдаются за стиль прохождения. В данном режиме игрок не может пользоваться радаром.

## Сюжет
Главный персонаж игры — Джеймс Эрл Кэш (англ. James Earl Cash), преступник, приговорённый к смертной казни через инъекцию. После проведения «казни» Кэш просыпается в Карцер Марк — неблагополучном районе индустриального города Карцер-Сити, в котором царят хаос, беспредел и вседозволенность. Оказалось, что главный герой не умер, так как ему ввели препарат, от которого он потерял сознание, а его самого «выкупил» бывший вайнвудский (события игры происходят во вселенной Grand Theft Auto) режиссёр Лайонел Старквейзер (англ. Lionel Starkweather), чтобы Кэш снялся в снафф-фильме. Главный герой начинает участие в жестокой игре Старквейзера. Он пробирается через районы Карцер-Сити, выполняя различные задания, а также жестоко убивая всех охотников, которые встают у него на пути. Оказывается, что всех их нанял сам Старквейзер, которому во всём помогал его сообщник — Рамирес, жестокий и грубый военный.
Во время съемок в зоопарке Кэш узнаёт, что его семья захвачена ЧВК «Боевые Псы». Старквейзер с притворством объясняет, что всего лишь хотел организовать встречу между Кэшем и его родственниками, однако «Боевые Псы» взяли это дело в свои руки: теперь, как только дозорные заметят Кэша, они застрелят одного из его родных. Кэш проникает в вольеры, освобождая (в зависимости от сноровки) от одного до четырёх членов семьи. Через некоторое время Церберы (англ. Cerberus), наёмники Старквейзера, увозят Кэша в торговый центр, откуда необходимо достать видеокассету и посмотреть то, что на ней записано. Выясняется, что на кассете было записано убийство оставшихся в живых членов семьи Кэша. Старквейзер объясняет это тем, что он не мог так просто отпустить родственников Кэша, а затем говорит ему, что «теперь он — его семья». Кэш разбивает телевизор, не досмотрев видео до конца. Главный герой жаждет мести, но единственный способ выжить в данной ситуации — это выполнять требования Старквейзера.
Сам режиссёр продолжает докучать протагонисту различными приказами, например: найти спрятанную монтировку и ей взломать замок, провести бродягу через Восточный Лос-Альбос, принести тело (или голову) охотника и показать на камеру, чтобы режиссёр открыл дверь. В конце концов, во время погони в психиатрической клинике за человеком в костюме Белого Кролика Старквейзер недвусмысленно намекает Кэшу, что ему пора умереть, однако Кэшу удаётся сбежать из клиники через ворота, которые патрулировались Церберами. За Кэшем начали охотиться «Боевые Псы» во главе с Рамиресом, однако главному герою удаётся убить его и сбежать. В этот момент его встречает журналистка, которая рассказывает о том, что режиссёром является Старквейзер. Самой журналистке нужно получить документы, указывающие на вину Старквейзера, но тот успел подкупить всю полицию Карцер-Сити, которая также начала охоту на Кэша. Тот помогает журналистке пробраться в её квартиру и предлагает ей собрать вещи и покинуть город, после чего отправляется в метро и попадает на железнодорожную станцию, где его в очередной раз ловят Церберы.
Кэша привозят во двор особняка режиссёра, затем высаживают в гараже и собираются расстрелять, однако снаружи кто-то жестоко расправляется с патрулём. Церберы выходят на подмогу, и Кэш остаётся один в гараже. Выбравшись из гаража и добравшись до особняка Старквейзера, Кэш замечает, что территория надёжно патрулируется Церберами. Ему с трудом удаётся прорваться внутрь особняка, где его поджидает очередной отряд Церберов. Кэш находит лифт и попадает на огромный чердак, где подвергается нападению Пиггси (англ. Piggsy) — безумца, носящего маску из головы свиньи и вооружённого бензопилой. В итоге Кэшу удаётся убить Пиггси, после чего он справляется с последним отрядом Церберов и встречается с самим Старквейзером. Кэш потрошит режиссёра с помощью той же бензопилы. Далее идёт заключительная заставка с репортажем журналистки, в котором сообщается, что Лайонел Старквейзер и его телохранители были зверски убиты неизвестным. Дальнейшая судьба и местоположение протагониста остаются неизвестными.

## Оценки критиков
| Сводный рейтинг       | Сводный рейтинг | Сводный рейтинг | Сводный рейтинг |
| Издание               | Оценка          | Оценка          | Оценка          |
| Издание               | PC              | PS2             | Xbox            |
| --------------------- | --------------- | --------------- | --------------- |
| GameRankings          | 76,16 %         | 77,05 %         | 75,86 %         |
| Иноязычные издания    |                 |                 |                 |
| Издание               | Оценка          | Оценка          | Оценка          |
| Издание               | PC              | PS2             | Xbox            |
| 1UP.com               | N/A             | C               | N/A             |
| Edge                  | N/A             | 8/10            | N/A             |
| EGM                   | N/A             | 7/10            | N/A             |
| Eurogamer             | N/A             | 8,5/10          | N/A             |
| Game Informer         | N/A             | 9,25/10         | N/A             |
| GameSpot              | N/A             | 8,4/10          | N/A             |
| IGN                   | N/A             | 8,5/10          | N/A             |
| Русскоязычные издания |                 |                 |                 |
| Издание               | Оценка          | Оценка          | Оценка          |
| Издание               | PC              | PS2             | Xbox            |
| «Домашний ПК»         | [ 14 ]          | N/A             | N/A             |

Manhunt получила в основном благоприятные оценки критиков, получив в среднем 76% на сайте Metacritic. Веб-сайт IGN выдал данной игре рейтинг 8.4/10, назвав её «жёсткой и сложной, для игроков, жаждущих хардкора». Сайт GameSpot дал игре рейтинг 8.4/10, назвав её «Очень интенсивная и меняющая представление о том, что игра должна развлекать». Сайт о компьютерных играх 1UP.com поставил игре оценку в 5.0/10, а также охарактеризовал игру цитатой — «от насилия устаёшь … тупой … и повторяющийся дизайн уровней». Янош Грищенко — обозреватель из журнала «Домашний ПК», охарактеризовал игру цитатой — «Скучно и мерзко, но зато жестоко».

## Споры вокруг игры
Споры вокруг игры Manhunt вызвали её экстремальный графический стиль, ставящий во главе угла насилие. Результатом всех казней являются литры крови, выливающейся на экран. Манера убийства врагов иногда бывает очень жестокой (обезглавливание, удушение пакетом, выкалывание глаз, разрушение черепной коробки ударом битой и т. д.). Также, во время убийств в игре постоянно слышны стоны от боли.

### Запрет игры во многих странах мира
В 2004 году в Великобритании игру Manhunt считали причастной к убийству четырнадцатилетнего Стефана Пакира, которого убил его друг — семнадцатилетний Уорен Леблан. Мать потерпевшего — Жизель Пакира заявляла, что Леблан был чересчур увлечён данной игрой. В результате некоторые поставщики Великобритании сняли игру с продажи. Тем не менее, полиция опровергла связь между игрой и убийством Стефана Пакира, предполагая, что убийство было связано с наркотиками. Судья установил, что в убийстве виноват только Уорен Леблан. Вскоре Manhunt вернулась на полки магазинов после того, как выяснилось, что убийца не играл и не имел у себя такой игры, ведь данная игра принадлежала его жертве — Стефану Пакиру, хотя ему и не было 18 лет.
11 декабря 2003 игра была объявлена «нежелательной к покупке» в Новой Зеландии.
Manhunt стала первой игрой в  Онтарио (Канада), классифицируемой как фильм. Поэтому, с 3 февраля 2004 было разрешено продавать её только лицам достигшим 18 лет.
28 сентября 2004 года игра была запрещена в Австралии.
С 2004 года продажа игры Manhunt в Великобритании разрешалась только людям, достигшим 18 лет.
19 июля 2004 года суд Мюнхена (Германия) конфисковал все версии игры Manhunt из-за насилия, согласно § 131 StGB (представление насилия). Игра, как сообщил суд, представляет собой убийство людей, как «веселье».
В России Manhunt была заблокирована в Steam, после массового убийства совершенного Дмитрием Виноградовым 7 ноября 2012 года в Москве.

### Проблемы с защитой от взлома при выпуске в Steam
Для борьбы с пиратством дисковая версия игры содержала несколько уровней средств защиты цифровых авторских прав (DRM). Первой выступала система SecuROM, затем, если проверка на неизменность кода этой технологии не проходила, в Manhunt активировались различные меры, делающие прохождение игры невозможным. Когда Rockstar Games решила выпускать свои игры с дисков в Steam, вместо того, чтобы вручную изменять DRM, компания решила использовать пиратские версии своих игр. Поскольку в 2010 году в корневой папке Max Payne 2 был обнаружен логотип варез-группы Myth, это стало широко известно и Rockstar пришлось самостоятельно избавляться от DRM. При разработке исполнительного файла для Manhunt был удалён лишь первый слой защиты, а второй оказался нетронут. Это привело к тому, что игра стала непроходима. По состоянию на сентябрь 2023 года данная версия всё ещё продаётся в Steam.

## Наследие
Manhunt обзавелась культовым статусом, и в марте 2016 года была упомянута в статье Vice как одна из лучших игр Rockstar. Кроме того, Game Informer назвал игру «мрачным, недооцененным шедевром». В октябре 2011 года VentureBeat признал её примером «лучших игровых ужасов», а в 2010 году включил в список «1001 компьютерных игр, в которые вы должны сыграть, прежде чем умрёте». В том же году игра заняла 85 место в топе IGN «100 лучших игр для PlayStation 2».
Сиквел, Manhunt 2, был выпущен в октябре 2007 года в США и в октябре 2008 года в Европе. Хотя в сиквеле присутствуют геймплейные элементы из предшественника, сюжетно Manhunt 2 совершенно не связана с первой частью.